# Parfumerie Breining
Parfumerie Breining A/S var et dansk parfumeri grundlagt i 1882 af P.T. Breining (1844-1912). Det lå på Østergade 26 i København.
I 1912 overtoges forretningen af firmaet Madsen & Wivel, der var grundlagt i 1902 af Karl Madsen (1874-1913) og August Wivel (1863-1936). De to firmaer var dog altid holdt skarpt adskilte, Madsen & Wivel som et rent engrosfirma med import, eksport, agentur og fabrikationsvirksomhed osv., medens Parfumerie Breining, der i 1918 blev kongelig hofleverandør, vedblev at være detailforretning. I 1951 blev begge firmaer omdannet til aktieselskaber. Parfumerie Breining er senere lukket.
Senere indehavere var Carl-Eilert Wivel (1891-1971), Svend Wivel (1901-1995) og Per Wivel (1920-2012).